# قاعة مشاهير الرياضة الدولية
قاعة مشاهير الرياضة الدولية (بالإنجليزية: International Sports Hall of Fame) هي منظمة غير ربحية بموجب القسم 501 (ج) (3) أنشأها الدكتور روبرت إم جولدمان في عام 2012 لتكريم الرياضيين والشخصيات الرياضية الاستثنائية لإنجازاتهم وتفانيهم في تعزيز مجالات الرياضة والثقافة البدنية.